# Geshizha
Geshizha (kinesiska: 革什扎乡, 革什扎) är en socken i Kina. Den ligger i provinsen Sichuan, i den sydvästra delen av landet, omkring 220 kilometer väster om provinshuvudstaden Chengdu. Antalet invånare är 5 163. Befolkningen består av 2 523 kvinnor och 2 640 män. Barn under 15 år utgör 19,0 %, vuxna 15-64 år 70 %, och äldre över 65 år 9,0 %.
Genomsnittlig årsnederbörd är 1 148 millimeter. Den regnigaste månaden är juni, med i genomsnitt 236 mm nederbörd, och den torraste är december, med 6 mm nederbörd.